# 広島女子高等師範学校
| 広島女子高等師範学校 （広島女高師） | 広島女子高等師範学校 （広島女高師） |
| ----------------------------------- | ----------------------------------- |
| 創立                                | 1945年                              |
| 所在地                              | 広島市                              |
| 初代校長                            | 松尾長造                            |
| 廃止                                | 1952年                              |
| 後身校                              | 広島大学                            |
| 同窓会                              | （社）尚志会                        |

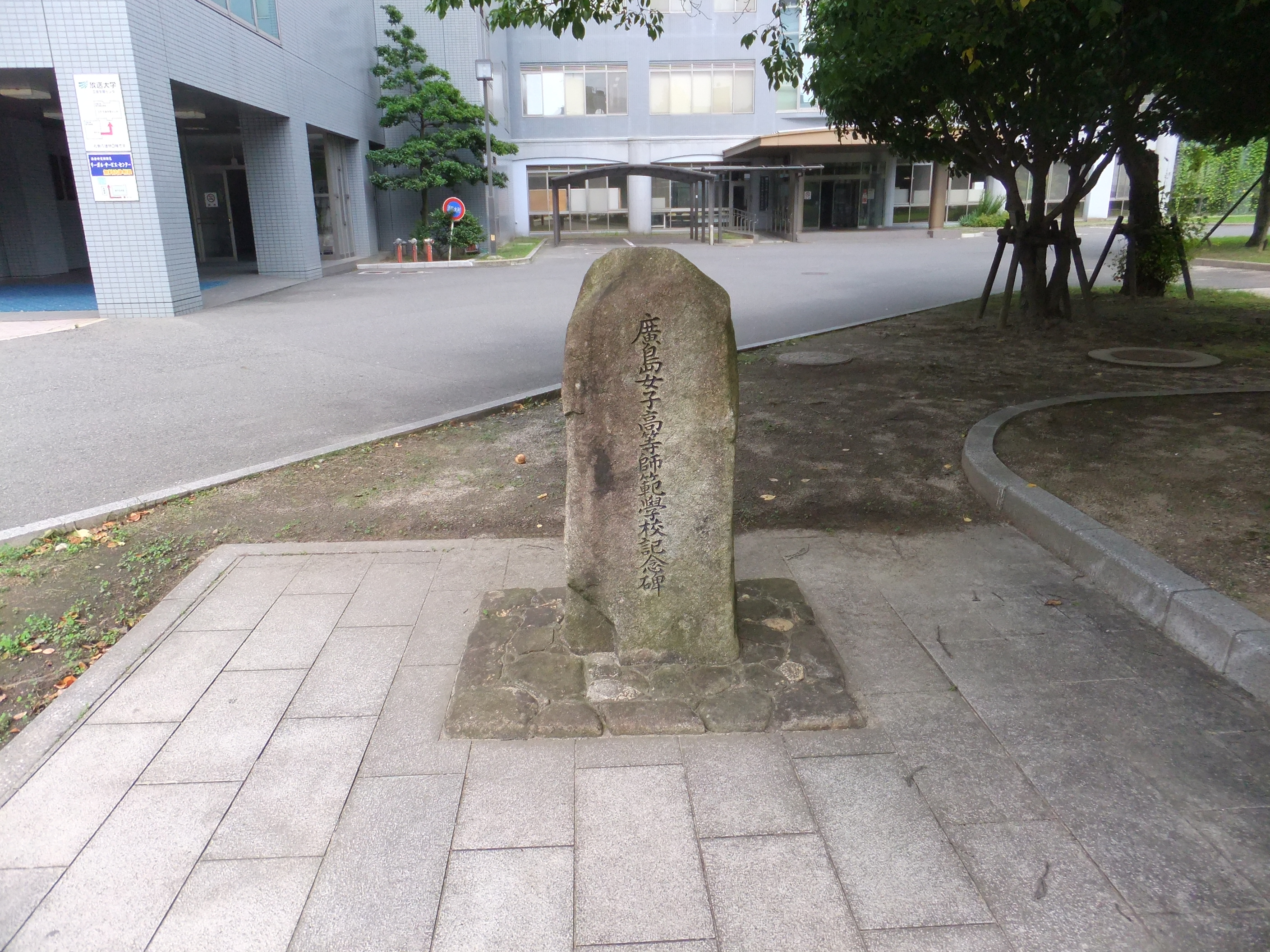
広島大学東千田キャンパス内に立つ「廣島女子高等師範學校記念碑」

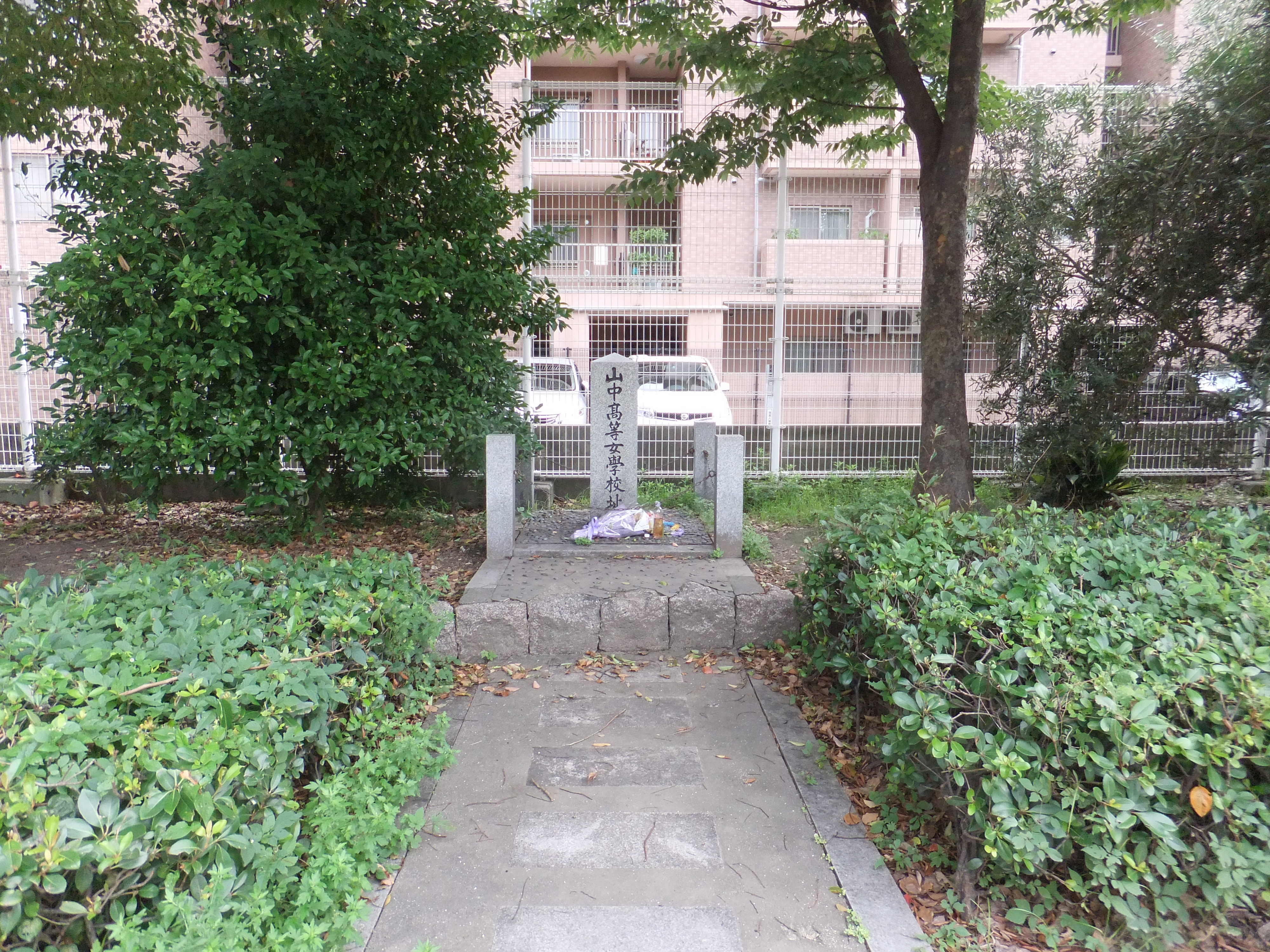
かつての校地の一部である千田第一公園内に立つ「山中高等女學校址」碑

広島女子高等師範学校（ひろしまじょしこうとうしはんがっこう）は、1945年（昭和20年）4月に広島県広島市に設立された、官立の中等学校女子教員養成機関。略称は「広島女高師」（ - じょこうし）。
なお、本項目では前身である山中高等女学校（やまなかこうとうじょがっこう）についての記述も含む。

## 概要
- 明治時代に設立された山中高等女学校（略称は山中高女）を前身とする。同校は第二次世界大戦中に国に寄附され、これを基礎に官立の広島女高師が設立された。
- 東京および奈良に次ぐ第3の、そして最後の女子高等師範学校である。
- 理科・家政科・体育科を設置し、附属学校として、広島女子高等師範学校附属山中高等女学校（現・広島大学附属福山中学校・高等学校）があった。
- 広島市への原子爆弾投下により、広島大学の前身校の中では最も多くの犠牲者を出した。
- 広島大学教育学部福山分校の前身となった。
- 卒業生により同窓会として尚志会が結成されている（旧制学校時代から続く広島大学文学部・教育学部・理学部の同窓会でもある）。

## 沿革

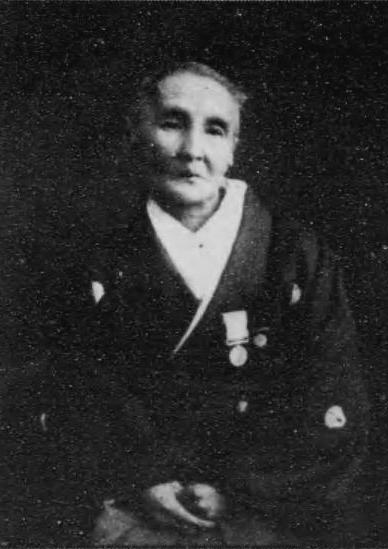
創立時より山中を助けた校長・松岡美知子

### 前史：山中高女時代
広島女子高等師範学校の直接の前身となった山中高等女学校は、1887年（明治20年）12月6日、私立広島高等女学校として創立（設立認可）された。同校は広島県知事・千田貞暁および官民有志によって設立されたもので、全国でも3番目、広島県下では初めての高等女学校（女子普通教育機関）となった。設立に際し校主は弁護士の山中正雄、初代校長には千田そも子が就任した。1901年4月には県立広島高等女学校の設立認可に伴い私立山中高等女学校に改称、さらに1908年8月には山中高等女学校と再改称した。1921年（大正10年）10月には財団法人の設立認可を得て財団法人山中高等女学校が発足、同校の運営母体となった。そして1940年（昭和15年）頃、には山中トシ理事長により、山中高女を国に寄付しようとする働きかけが始まった。

### 官立広島女高師設立以降
山中高女からの寄付（官立移管）の申し出を受けて文部省は広島に第3の官立女子高等師範学校を設置する予算案を作成し、1944年12月には広島女子高等師範学校の設置申請が閣議で受理された。翌1945年3月末には財団法人山中高等女学校から校地・校舎が国に寄附されたことで同法人は解散し、（私立）山中高等女学校は廃止された。
同年4月1日にはこれに代えて広島女子高等師範学校が設立され、戦時下の中等理科教員育成政策に基づき理科・家政科・体育科が設置された。そして従来の山中高女の職員・生徒は「広島女子高等師範学校附属山中高等女学校」に移行した。広島女高師の入学式は7月21日に挙行され、全国から集まった81名が入学した。女高師の初授業は翌月の8月6日に予定されていたが、この日の原爆投下により、校舎は全壊・焼失し、登校していた生徒・教職員のなかから犠牲者が出た。また当日市内での建物疎開作業に当たっていた山中高女生徒のほとんど全員が被爆により全滅した（後出）。このため9月から12月にかけて女高師・山中高女は郊外に疎開・移転し、最終的には広島県賀茂郡安浦町に統合移転した（後出）。
1949年5月31日、国立学校設置法公布で広島大学が発足すると、女高師・山中高女は同大学に包括され広島大学広島女子高等師範学校（および同附属山中高等女学校）と改称し、教育学部安浦分校（のち同福山分校）の構成母体となった。1951年3月には附属山中高女が廃止、次いで1952年3月には女高師最後（4期）の卒業式が挙行され、広島女高師は廃止された。

### 年表
（私立）山中高等女学校
- 1887年（明治20年）12月6日 - 私立広島高等女学校創立（設立認可）。
- 1888年（明治21年）1月 - 開校。
- 1901年（明治34年）4月 - 私立山中高等女学校に改称。
- 1908年（明治41年）8月 - 山中高等女学校に改称。
- 1921年（大正10年）10月 - 財団法人山中高等女学校発足。

広島女子高等師範学校
- 1944年（昭和19年）12月 - 広島女子高等師範学校の設置申請が閣議で受理。
- 1945年（昭和20年）
  - 3月31日 - 財団法人山中高等女学校解散。（私立）山中高等女学校廃止。
  - 4月1日 - 広島女子高等師範学校および広島女子高等師範学校附属山中高等女学校が設立。
  - 7月21日 - 女高師入学式。
  - 8月6日 - 原爆投下により校舎焼失、生徒教職員多数が被爆死。
  - 11月6日 - 慰霊祭挙行。
- 1949年（昭和24年）5月31日 - 広島大学に包括され広島大学広島女子高等師範学校と改称。
- 1951年（昭和26年）3月 - 附属山中高女廃止。
- 1952年（昭和27年）3月 - 最後の卒業式。広島女高師廃止。

## 歴代校長
広島女子高等師範学校
- 松尾長造：1945年4月1日 -

## 著名な卒業者・教員
山中高等女学校
- 杉村春子 - 私立時代の山中高女の卒業生。
- 石津光恵 - 陸上競技選手、在学中に1932年ロサンゼルスオリンピックに出場。

## 校地の変遷と継承

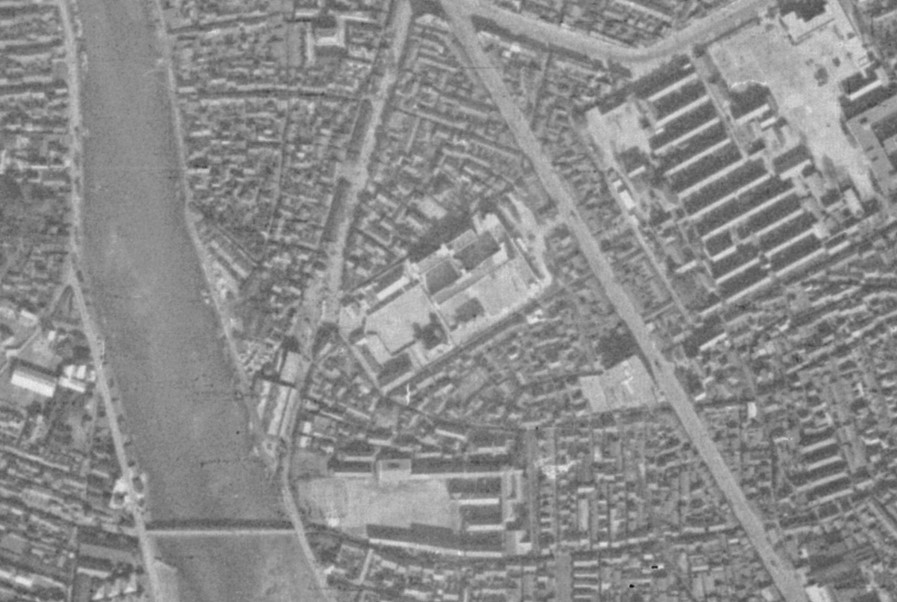
1939年の航空写真 / 画像中ほど下方が山中高女、のちの広島女高師の校地。その上方、画像の中央に広島赤十字病院が立地しており、その右に広島高師の校地が見える。なお、この時点では広島市道駅前吉島線が開通しておらず、南大橋の架橋位置も現在とは若干異なっている。

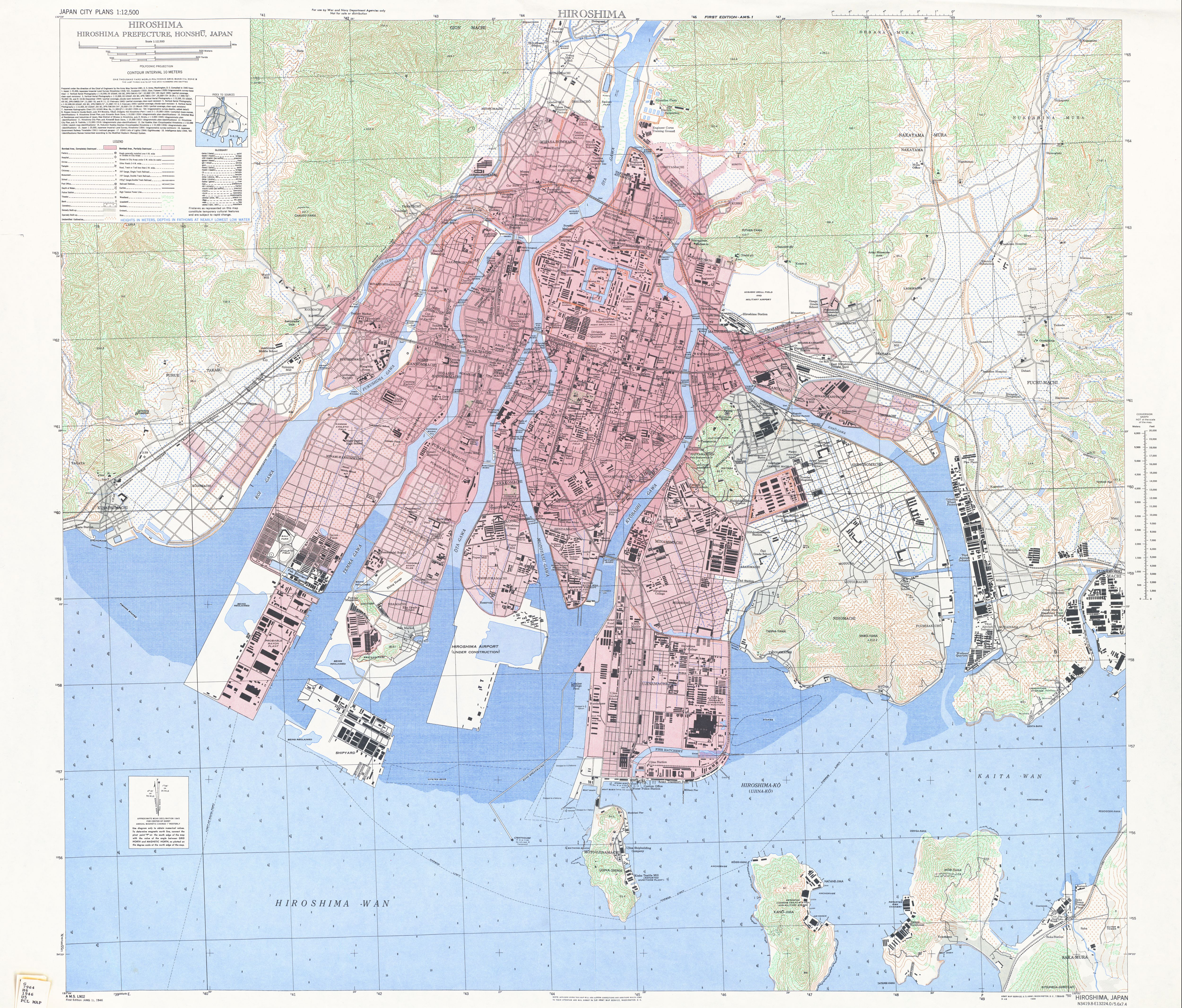
1945年米軍作成による広島市地図 / 図中"SENDAMACHI"（千田町）の表示の北に"Yamanaka Girls' High School"（山中高等女学校）の校地・校舎が所在しているのが読み取れる。

前身校である山中高等女学校の校地は、1888年11月の開校時、広島市天神町（現：中区中島町）に所在していたが、同年のうちに新川場町（現：中区小町）正清院に移転、次いで1897年には小町に校舎・寄宿舎を新築し移転した。最終的には1902年4月に国泰寺村（現在の中区千田町二丁目に移転し、以後官立移管までこの地で学校を営んた。1937年12月には創立50周年記念事業として体育館（後出）が建設された。
1945年4月に設立された広島女子高等師範学校は、山中高女から寄付された千田町666番地の校地約7,400坪、校舎約3,000坪をそのまま継承したが、1945年8月6日の原爆投下により校舎が壊滅・全焼したため、翌9月には女高師は広島青年師範学校（広島県高田郡吉田町 / 現在の安芸高田市）内に移転し、附属山中高女は、安芸郡府中町の国民学校その他に分散して疎開、さらに同年12月、両校は賀茂郡安浦町の旧海兵団跡に統合移転され（安浦校地）、1949年5月の新制広島大学への移行を迎えることとなった。しかし安浦校地は翌1950年5月、失火により校舎・学寮が焼失したため、福山市沖野上町に移転（福山校地）し、広島大学附属福山中学校・高等学校の校地として継承され、現在に至っている。
なお、千田町の旧校地には1957年、広島大学の学生寮（女子寮）が建設され、かつてこの地に所在していた山中高女に因んで「山中寮」と命名され、加えて青雲寮（男子寮）・広島大学附属幼稚園も設置されていた。その後大学の統合移転に際して附属幼稚園は1990年に移転し解体、山中寮は1996年、青雲寮は翌1997年に廃止・解体され、現在は千田保育園・広島赤十字研修センター・千田第一公園などが立地している。両校のモニュメントとしては、後述する慰霊碑の他には、広島大学東千田キャンパス内の「広島大学原爆死没者追悼之碑」の脇に「廣島女子高等師範學校記念碑」（1995年建立）、かつての校地の一部であった千田第一公園内には「山中高等女學校址」（1991年2月建立）がそれぞれ建立されている。

### 女高師体育館
広島女高師の体育館は、山中高等女学校の創立50周年記念事業としてRC造・鉄骨トラス平屋建ての体育館として同校校地内に築造され、1937年12月竣工したものであり同校では唯一の鉄筋建造物であった。1945年4月、山中高女を母体とした女高師の設立に伴い同校の体育館として使用された。原爆被災時には爆心地から1.66㎞に位置しており、外壁は残ったものの爆風で屋根の大半がはぎ取られ、窓ガラスも吹き飛ばされた。また直後の火災により外郭は保ったものの、内部は全焼し鉄骨トラスは変形した。このため詳細な時期は不明だが戦後ほどなくして解体された。

## 原爆による被害
1945年8月6日の原爆投下により、大半が木造2階建てであった女高師・附属山中高女の校舎は瞬時に大破・倒壊し全焼した。唯一のRC造建築であった体育館も先述の通り爆風で大破し、内部は全焼した。当日は開校したばかりの女高師の初授業が生徒全員（81名）を対象として予定されていたが、全員が被爆し、校舎の倒壊で下敷きになった10数名が死亡した。また附属山中高女の1・2年生333名は、当日市内雑魚場町（現：中区国泰寺町）での建物疎開作業に動員されていたため、原爆による熱線・爆風・放射線の直撃を受け、1名を残して全滅した。このため、広島女高師および附属山中高女は広島大学の旧制前身校のうち最も多くの被爆死者を出した学校となった。
敗戦直後の11月6日、千田町の学校跡地で最初の慰霊祭が挙行されたのを皮切りにいくどか両校の慰霊祭・法要が挙行され、以降8月6日には7回忌に至るまで法要が開かれた。1952年7月6日には、建物疎開の動員先である市内雑魚場町の荒神堂境内（現・中区国泰寺町1丁目）に両校の「殉国学徒之碑」が建立され、以後毎年合同慰霊祭が挙行されている。また平和公園内（大手町側）の原爆ドームから南側の「動員学徒慰霊塔」に向かう通路に設置されている階段は犠牲となった山中高女生徒の遺族により寄付されたものである。
新制広島大学移行後の1972年3月には広島大学原爆死没者慰霊行事委員会が発足して女高師を含む広島大の旧制包括校の原爆犠牲者の慰霊事業が行われることとなり、その主要事業として1974年8月「広島大学原爆死没者追悼之碑」が建立された。この碑は広大本部が東広島キャンパスに移転したのちも東千田キャンパス内に残され、大学関係者によって毎年慰霊式典が行われている。